# Vila Nova da Rainha (przystanek kolejowy)
Vila Nova da Rainha (port: Apeadeiro de Vila Nova da Rainha) – przystanek kolejowy w Vila Nova da Rainha, w regionie Lizbona, w Portugalii. Jest obsługiwany wyłącznie przez pociągi podmiejskie CP Urbanos de Lisboa, przez Linha da Azambuja.

## Historia
Odcinek między Carregado i Virtudes został otwarty w dniu 31 lipca 1857. W tym samym czasie otwarto stację kolejową.

## Linie kolejowe
- Linha do Norte